# Wólka Zamkowa (gromada)
Wólka Zamkowa – dawna gromada, czyli najmniejsza jednostka podziału terytorialnego Polskiej Rzeczypospolitej Ludowej w latach 1954–1972.
Gromady, z gromadzkimi radami narodowymi (GRN) jako organami władzy najniższego stopnia na wsi, funkcjonowały od reformy reorganizującej administrację wiejską przeprowadzonej jesienią 1954 do momentu ich zniesienia z dniem 1 stycznia 1973, tym samym wypierając organizację gminną w latach 1954–1972.
Gromadę Wólka Zamkowa z siedzibą GRN w Wólce Zamkowej utworzono – jako jedną z 8759 gromad – w powiecie siemiatyckim w woj. białostockim, na mocy uchwały nr 21/V WRN w Białymstoku z dnia 4 października 1954. W skład jednostki weszły obszary dotychczasowych gromad Wólka Zamkowa, Tonkiele, Runice, Chrołowice i Minczewo ze zniesionej gminy Drohiczyn w tymże powiecie. Dla gromady ustalono 12 członków gromadzkiej rady narodowej.
Gromadę Wólka Zamkowa zniesiono 1 stycznia 1958, a jej obszar włączono do nowo utworzonej gromady Drohiczyn.